# Doroșcani, Iași
Doroșcani este un sat în comuna Popești din județul Iași, Moldova, România.

## Geografie
Satul Doroșcani se află în Podișul Moldovei. El se învecinează la nord cu satul Scobâlțeni (care aparține de orașul Podu Iloaiei), la est cu satul Hărpășești (din comuna Popești) și la vest cu comuna Popești. Localitatea Doroșcani se află la 32 km de municipiul Iași și 10 km de orașul Podu Iloaiei.

## Situație administrativă
Din punct de vedere administrativ, satul Doroșcani aparține împreună cu satele Hărpășești, Popești, Obrijeni, Vama și Pădureni de comuna Popești. 

## Personalități locale
- Florin Lăzărescu (n. 28 martie 1974), prozator, scenarist și publicist român